# 53 (tal)
53 (treoghalvtreds, på checks også femtitre) er det naturlige tal som kommer efter 52 og efterfølges af 54.

## Inden for matematik
- 53 er det 16. primtal.[1]
- 53 er et pythagoræisk primtal (4×13 + 1 = 72 + 22)
- 53 er et Sophie Germain-primtal, fordi 2×53 + 1 = 107 og 107 er også et primtal.

## Inden for videnskab
- 53 Kalypso, asteroide
- M53, kuglehob i Berenikes Lokker, Messiers katalog
- Grundstoffet Iod har atomnummer 53.
- 53 er international telefonkode for Cuba.

## Eksterne links
- Wikimedia Commons har flere filer relateret til 53 (tal)